# أديلا كورتينا
أديل كورتينا (بالإسبانية: Adela Cortina)‏ هي فيلسوفة وكاتِبة إسبانية، ولدت في 1947 في بلنسية في إسبانيا.